# Cenefia
Genre
Cenefia est un genre d'opilions laniatores de la famille des Triaenonychidae.

## Distribution
Les espèces de ce genre sont endémiques de Nouvelle-Zélande.

## Liste des espèces
Selon World Catalogue of Opiliones (23/05/2021) :
- Cenefia adaeiformis Roewer, 1931
- Cenefia delli Forster, 1954
- Cenefia sorenseni Forster, 1954
- Cenefia westlandica Forster, 1954

## Publication originale
- Roewer, 1931 : « Über Triaenonychiden (6. Ergänzung der "Weberknechte der Erde", 1923). » Zeitschrift für wissenschaftliche Zoologie, vol. 138, p. 137–185.